# Кутеинка
Кутеинка (бел. Куцеінка) — река в Беларуси, приток Днепра, протекает по Оршанскому району Витебской области. Длина реки — 4 км.

## История
В 1631 году возле места, где речка впадает в Днепр, был построен мужской Кутеинский Свято-Богоявленский монастырь. В том же году на берегу реки Кутеинки при основании монастыря была явлена чудесным образом Оршанская икона Божией Матери.
В начале XIX века (1812 год) на речке находилась мельница на два постава, с каменной плотиной. Мельница молотила весной во время наводнения.
Мельница не сохранилась, однако на её месте остались валуны от основания былой мельницы.
Некогда река была полноводной и живописной, но впоследствии пересохла.
Проблеме, касающейся восстановления этого водоёма, была посвящена работа Виктории Харкевич по теме «Влияние антропогенной нагрузки и экологическое состояние района реки Кутеинки». Работа Харкевич была признана лучшей в её родном городе Орше, на областном конкурсе экологических работ в Витебске, а затем удостоена первого места на XXII Республиканском конкурсе научных биолого-экологических работ в Минске, а сама Виктория Харкевич была награждена премией специального фонда Президента Республики Беларусь по социальной поддержке одарённых учащихся и студентов.